# (23793) 1998 QK26
(23793) 1998 QK26 est un astéroïde de la ceinture principale d'astéroïdes découvert en 1998.

## Description
(23793) 1998 QK26 a été découvert le 23 août 1998 à Woomera (Australie par Frank B. Zoltowski.

### Caractéristiques orbitales
L'orbite de cet astéroïde est caractérisée par un demi-grand axe de 3,14 UA, un périhélie de 2,49 UA, une excentricité de 0,21 et une inclinaison de 0,41° par rapport à l'écliptique. Du fait de ces caractéristiques, à savoir un demi-grand axe compris entre 2 et 3,2 UA et un périhélie supérieur à 1,666 UA, il est classé, selon la JPL Small-Body Database, comme objet de la ceinture principale d'astéroïdes.

### Caractéristiques physiques
(23793) 1998 QK26 a une magnitude absolue (H) de 14,0 et un albédo estimé à 0,307.